# Buffles Football Club
O Buffles Football Club é um clube de futebol beninense com sede em Paracu. Joga atualmente pela Ligue 1, correspondente à primeira divisão nacional.

## Títulos
- Championnat de la République Populaire du Bénin: 1980
- Ligue 1: 1992 e 2013–14
- Coupe de l'Indépendance: 1979, 1982 e 2001
- Trophée Moucharaf Gbadamassi: 2004
- Trophée Valentin Aditi Houdé - Phase Septentrionale: 2005

## Retrospecto em competições continentais
| Temporada | Competição                 | Fase       | Oponente     | Resultados |
| --------- | -------------------------- | ---------- | ------------ | ---------- |
| 1980      | Recopa Africana            | 1ª fase    | OC Agaza     | 1–2, 3–5   |
| 1983      | Recopa Africana            | 1ª fase    | ASEC Mimosas | 1–4, 2–1   |
| 1993      | Copa Africana dos Campeões | Preliminar | 1º de Agosto | w.o.¹      |
| 2015      | Liga dos Campeões da CAF   | Preliminar | Enyimba      | 0–3, 0–1   |

¹O Buffles abandonou o torneio.